# 格兰河畔施泰因巴赫
格兰河畔施泰因巴赫是德国莱茵兰-普法尔茨州的一个市镇。总面积6.85平方公里，总人口893人，其中男性440人，女性453人（2011年12月31日），人口密度130人/平方公里。